# Cloeon okamotoi
Cloeon okamotoi is een haft uit de familie Baetidae. De wetenschappelijke naam van de soort is voor het eerst geldig gepubliceerd in 1924 door Takahashi.
De soort komt voor in het Palearctisch gebied.